# Tomaloides shepherdi
Tomaloides shepherdi är en insektsart som beskrevs av Evans 1972. Tomaloides shepherdi ingår i släktet Tomaloides och familjen dvärgstritar. Inga underarter finns listade i Catalogue of Life.